# Danh sách bàn phản lưới nhà của Giải vô địch bóng đá châu Âu

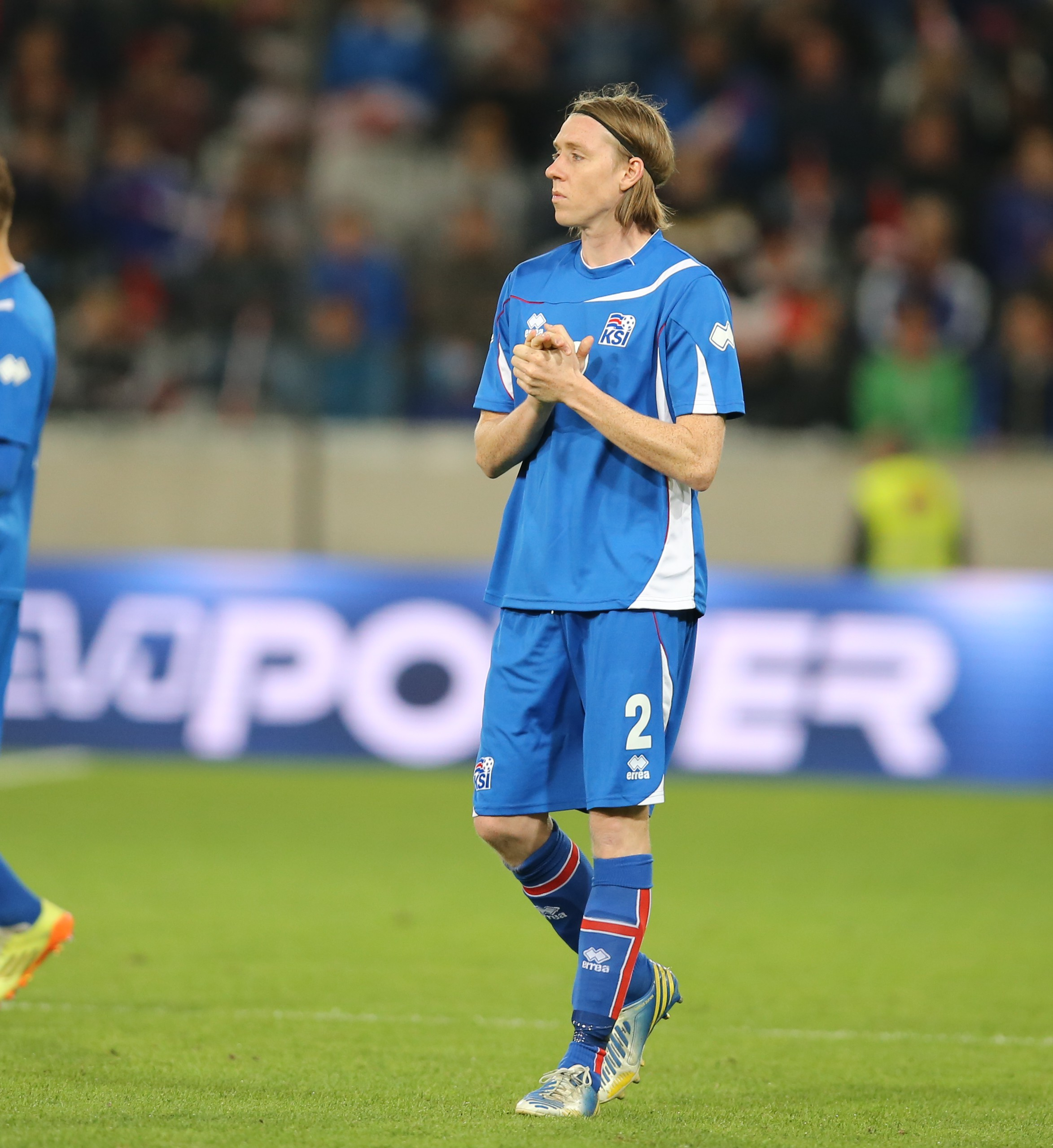
Birkir Már Sævarsson của Iceland đã ghi bàn phản lưới nhà muộn nhất từng có trong một trận đấu ở Giải vô địch bóng đá châu Âu, diễn ra ở phút thứ 88 của trận hòa 1–1 với Hungary.

Đây là danh sách tất cả các bàn phản lưới nhà được ghi trong các trận đấu của giải vô địch bóng đá châu Âu, không bao gồm các trận đấu vòng loại.
Vì UEFA là cơ quan quản lý bóng đá, chỉ có các bàn thắng được UEFA ghi lại là phản lưới nhà được ghi nhận. Cho đến nay, có 30 pha phản lưới nhà trong 17 lần tổ chức của Giải vô địch châu Âu, 11 trong số đó đã xuất hiện ở Euro 2020 và 10 tại Euro 2024.

## Phản lưới nhà
| Chú thích | Chú thích                                                                          |
| --------- | ---------------------------------------------------------------------------------- |
|           | Đội của cầu thủ đã thắng trận đấu                                                  |
|           | Đội của cầu thủ đã hòa trận đấu (tính cả các trận phải bước vào loạt sút luân lưu) |
|           | Đội của cầu thủ đã thua trận đấu                                                   |

| STT | Cầu thủ              | Thời gian | Đại diện         | Bàn thắng | Tỷ số chung cuộc | Đối thủ     | Giải đấu               | Vòng        | Ngày                | Báo cáo UEFA |
| --- | -------------------- | --------- | ---------------- | --------- | ---------------- | ----------- | ---------------------- | ----------- | ------------------- | ------------ |
| 1   | Anton Ondruš         | 73'       | Tiệp Khắc        | 1–1       | 3–1 (s.h.p.)     | Hà Lan      | 1976, Nam Tư           | Bán kết     | 16 tháng 6 năm 1976 | Chi tiết     |
| 2   | Lyuboslav Penev      | 63'       | Bulgaria         | 0–2       | 1–3              | Pháp        | 1996, Anh              | Vòng bảng   | 18 tháng 6 năm 1996 | Chi tiết     |
| 3   | Dejan Govedarica     | 51'       | CHLB Nam Tư      | 0–3       | 1–6              | Hà Lan      | 2000, Bỉ & Hà Lan      | Tứ kết      | 25 tháng 6 năm 2000 | Chi tiết     |
| 4   | Igor Tudor           | 22'       | Croatia          | 0–1       | 2–2              | Pháp        | 2004, Bồ Đào Nha       | Vòng bảng   | 17 tháng 6 năm 2004 | Chi tiết     |
| 5   | Jorge Andrade        | 63'       | Bồ Đào Nha       | 2–1       | 2–1              | Hà Lan      | 2004, Bồ Đào Nha       | Bán kết     | 30 tháng 6 năm 2004 | Chi tiết     |
| 6   | Glen Johnson         | 49'       | Anh              | 1–1       | 3–2              | Thụy Điển   | 2012, Ba Lan & Ukraina | Vòng bảng   | 15 tháng 6 năm 2012 | Chi tiết     |
| 7   | Ciaran Clark         | 71'       | Cộng hòa Ireland | 1–1       | 1–1              | Thụy Điển   | 2016, Pháp             | Vòng bảng   | 13 tháng 6 năm 2016 | Chi tiết     |
| 8   | Birkir Már Sævarsson | 88'       | Iceland          | 1–1       | 1–1              | Hungary     | 2016, Pháp             | Vòng bảng   | 18 tháng 6 năm 2016 | Chi tiết     |
| 9   | Gareth McAuley       | 75'       | Bắc Ireland      | 0–1       | 0–1              | Wales       | 2016, Pháp             | Vòng 16 đội | 25 tháng 6 năm 2016 | Chi tiết     |
| 10  | Merih Demiral        | 53'       | Thổ Nhĩ Kỳ       | 0–1       | 0–3              | Ý           | 2020, Liên châu Âu     | Vòng bảng   | 11 tháng 6 năm 2021 | Chi tiết     |
| 11  | Wojciech Szczęsny    | 18'       | Ba Lan           | 0–1       | 1–2              | Slovakia    | 2020, Liên châu Âu     | Vòng bảng   | 14 tháng 6 năm 2021 | Chi tiết     |
| 12  | Mats Hummels         | 20'       | Đức              | 0–1       | 0–1              | Pháp        | 2020, Liên châu Âu     | Vòng bảng   | 15 tháng 6 năm 2021 | Chi tiết     |
| 13  | Rúben Dias           | 35'       | Bồ Đào Nha       | 1–1       | 2–4              | Đức         | 2020, Liên châu Âu     | Vòng bảng   | 19 tháng 6 năm 2021 | Chi tiết     |
| 14  | Raphaël Guerreiro    | 39'       | Bồ Đào Nha       | 1–2       | 2–4              | Đức         | 2020, Liên châu Âu     | Vòng bảng   | 19 tháng 6 năm 2021 | Chi tiết     |
| 15  | Lukáš Hrádecký       | 74'       | Phần Lan         | 0–1       | 0–2              | Bỉ          | 2020, Liên châu Âu     | Vòng bảng   | 21 tháng 6 năm 2021 | Chi tiết     |
| 16  | Martin Dúbravka      | 30'       | Slovakia         | 0–1       | 0–5              | Tây Ban Nha | 2020, Liên châu Âu     | Vòng bảng   | 23 tháng 6 năm 2021 | Chi tiết     |
| 17  | Juraj Kucka          | 71'       | Slovakia         | 0–5       | 0–5              | Tây Ban Nha | 2020, Liên châu Âu     | Vòng bảng   | 23 tháng 6 năm 2021 | Chi tiết     |
| 18  | Pedri                | 20'       | Tây Ban Nha      | 0–1       | 5–3 (s.h.p.)     | Croatia     | 2020, Liên châu Âu     | Vòng 16 đội | 28 tháng 6 năm 2021 | Chi tiết     |
| 19  | Denis Zakaria        | 8'        | Thụy Sĩ          | 0–1       | 1–1 (1–3 p)      | Tây Ban Nha | 2020, Liên châu Âu     | Tứ kết      | 2 tháng 7 năm 2021  | Chi tiết     |
| 20  | Simon Kjær           | 39'       | Đan Mạch         | 1–1       | 1–2 (s.h.p.)     | Anh         | 2020, Liên châu Âu     | Bán kết     | 7 tháng 7 năm 2021  | Chi tiết     |
| 21  | Antonio Rüdiger      | 87'       | Đức              | 4–1       | 5–1              | Scotland    | 2024, Đức              | Vòng bảng   | 14 tháng 6 năm 2024 | Chi tiết     |
| 22  | Maximilian Wöber     | 38'       | Áo               | 0–1       | 0–1              | Pháp        | 2024, Đức              | Vòng bảng   | 17 tháng 6 năm 2024 | Chi tiết     |
| 23  | Robin Hranáč         | 69'       | Cộng hòa Séc     | 1–1       | 1–2              | Bồ Đào Nha  | 2024, Đức              | Vòng bảng   | 18 tháng 6 năm 2024 | Chi tiết     |
| 24  | Klaus Gjasula        | 76'       | Albania          | 1–2       | 2–2              | Croatia     | 2024, Đức              | Vòng bảng   | 19 tháng 6 năm 2024 | Chi tiết     |
| 25  | Riccardo Calafiori   | 55'       | Ý                | 0–1       | 0–1              | Tây Ban Nha | 2024, Đức              | Vòng bảng   | 20 tháng 6 năm 2024 | Chi tiết     |
| 26  | Samet Akaydin        | 28'       | Thổ Nhĩ Kỳ       | 0–2       | 0–3              | Bồ Đào Nha  | 2024, Đức              | Vòng bảng   | 22 tháng 6 năm 2024 | Chi tiết     |
| 27  | Donyell Malen        | 6'        | Hà Lan           | 0–1       | 2–3              | Áo          | 2024, Đức              | Vòng bảng   | 25 tháng 6 năm 2024 | Chi tiết     |
| 28  | Robin Le Normand     | 18'       | Tây Ban Nha      | 0–1       | 4–1              | Gruzia      | 2024, Đức              | Vòng 16 đội | 30 tháng 6 năm 2024 | Chi tiết     |
| 29  | Jan Vertonghen       | 85'       | Bỉ               | 0–1       | 0–1              | Pháp        | 2024, Đức              | Vòng 16 đội | 1 tháng 7 năm 2024  | Chi tiết     |
| 30  | Mert Müldür          | 76'       | Thổ Nhĩ Kỳ       | 1–2       | 1–2              | Hà Lan      | 2024, Đức              | Tứ kết      | 6 tháng 7 năm 2024  | Chi tiết     |

## Thống kê
- Bàn phản lưới nhà đầu tiên: Anton Ondruš, Tiệp Khắc v Hà Lan, năm 1976[2]
- Bàn phản lưới nhà đầu tiên bởi thủ môn: Wojciech Szczęsny, phút thứ 18, Ba Lan v Slovakia, năm 2021[3]
- Bàn phản lưới nhà nhanh nhất trong một trận đấu: Denis Zakaria, phút thứ 8, Thụy Sĩ v Tây Ban Nha, năm 2021
- Bàn phản lưới nhà muộn nhất trong một trận đấu: Birkir Már Sævarsson, phút thứ 88, Iceland v Hungary, năm 2016[4]
- Bàn phản lưới nhà xa nhất trong một trận đấu: Pedri, 44 mét (đây cũng là bàn phản lưới nhà xa nhất tại các giải đấu lớn), phút thứ 20, Tây Ban Nha v Croatia, năm 2021[5]
- Số bàn phản lưới nhà nhiều nhất trong một trận đấu: 2, Bồ Đào Nha v Đức, ngày 19 tháng 6 năm 2021,[6] Slovakia v Tây Ban Nha, ngày 21 tháng 6 năm 2021[7]
- Số bàn phản lưới nhà nhiều nhất tại một giải đấu: 11, Giải vô địch bóng đá châu Âu 2020
- Số bàn phản lưới nhà được hưởng lợi nhiều nhất theo đội: 4, Pháp[2][8][9]
- Số bàn phản lưới nhà phải nhận nhiều nhất theo đội: 3, Bồ Đào Nha